# نيل هنت (لاعب دوري الرغبي)
نيل هنت (بالإنجليزية: Neil Hunt)‏ هو لاعب دوري الرغبي أسترالي، ولد في 21 نوفمبر 1960.